# Encarna Paso
Encarna Paso, született María de la Encarnación Paso Ramos (Madrid, 1931. március 25. – Madrid, 2019. augusztus 18.) spanyol színésznő.

## Fontosabb filmjei
- El curioso impertinente (1953)
- El grano de mostaza (1962)
- La reina del Chantecler (1962)
- Üvegtető (El techo de cristal) (1971)
- Angélica, az unokatestvér (La prima Angélica) (1974)
- Retrato de Familia (1976)
- Találkozás és búcsú (Volver a empezar) (1982)
- A méhkas (La colmena) (1982)
- Démonok a kertben (Demonios en el jardín) (1982)
- Sesión continua (1984)
- Eleven erdő (El bosque animado) (1987)